# Jolan Chang
Jolan Chang, Zhang Zhonglan, född 9 december 1917 i Hangzhou, Kina, död 25 april 2002 i Stockholm, var en kinesisk (engelskspråkig) författare och filosof. 

## Biografi
Jolan Chang bodde många år i Stockholm, men var kanadensisk medborgare. Hans far var kinesisk general och mycket hård mot sin son, vilket påverkade hans liv. 
I tre böcker: Kärlekens tao, Kvinnan och kärlekens tao samt Vägen till kärlekens tao sammanfattade han ett helt livs sökande efter en lösning på det sexuella samlivets problem mellan man och kvinna. Genom att studera de gamla kinesiska läkarnas daoistiska skrifter syntetiserade han en praktisk och livsbejakande syn på sexualitet. Den tredje boken Vägen till kärlekens tao var en skildring av hans eget liv. Böckerna kom ut i mycket stora upplagor på världsspråken.
När författaren Lawrence Durrell skrev sin fem volymer långa romansvit The Avignon Quintet (1974–1985) träffade han och lärde känna Jolan Chang. Durrells minnen av deras spirituella resa tillsammans finns återgivna i boken A Smile in the Mind's Eye (1980). Den brittiske författaren har uppenbarligen påverkats av Changs filosofi om den manliga och den kvinnliga kroppens totala förening i fullständig, exalterad, sexuell njutning. Chang å sin sida citerar Lawrence Durrell i sin bok Kärlekens tao.
Jolan Chang berättar i sin självbiografiska bok att han föddes i Hang-chow (Hangzhou), en vacker hamnstad i Kina. Redan i sjuårsåldern blev han intresserad av kvinnor. Vid 16 års ålder läste han för första gången om den taoistiska läran, bl.a. att mannen ska lära sig kontrollera sin sädesavgång. När Chang två år senare inledde sexuella relationer, ville han dock få utlösning varje gång. Några sommarmånader under andra världskriget levde han tillsammans med en kvinna i Tsunyi (Zunyi) och älskade med henne tre gånger om dagen och hade sädesuttömning varje gång. Fast kvinnan ville ha mer. Chang blev utmattad av deras samliv. 
I 30-årsåldern började han följa den taoistiska läran. I sin bok Vägen till kärlekens tao beskriver han, som då uppnått 60 års ålder, hur han hade kärleksstunder flera gånger om dagen. ”Söndagar brukar jag älska två eller tre gånger på morgonen och sedan brukar jag cykla 40 – 50 km och sedan älska igen innan jag somnar”.
Taoismen lär att bevarandet av mannens säd leder till ett långt liv och en god hälsa, tillfredsställelse och även fullständigt utsläckande av kvinnans behov, genom den harmoniska föreningen av det kvinnliga (Yin) och det manliga (Yang). På så sätt kan, enligt Jolan Chang, ett kärlekspar älska när de vill och hur länge de vill.

### Förstautgåvor på svenska
- 1978 – Kärlekens Tao : den fornkinesiska läran om kärlekskonsten ISBN 91-0-042842-6
- 1983 - Kvinnan och kärlekens Tao : äkta frigörelse genom Tao ISBN 91-34-50281-5
- 1985 – Vägen till kärlekens Tao ISBN 91-34-50634-9